# Озерний сільський округ (Осакаровський район)
Озе́рний сільський округ (каз. Озерный ауылдық округі, рос. Озёрный сельский округ) — адміністративна одиниця у складі Осакаровського району Карагандинської області Казахстану. Адміністративний центр — село Озерне.
Населення — 862 особи (2021; 1029 у 2009, 1463 у 1999, 1747 у 1989).
Станом на 1989 рік існувала Озерна сільська рада (села Єрали, Озерне).

## Склад
До складу округу входять такі населені пункти:
| Населений пункт | Населення, осіб (1989) | Населення, осіб (1999) | Населення, осіб (2009) | Населення, осіб (2021) |
| --------------- | ---------------------- | ---------------------- | ---------------------- | ---------------------- |
| Єрали, село     | 278                    | 221                    | 134                    | 119                    |
| Озерне, село    | 1469                   | 1242                   | 895                    | 743                    |